# Municipio de Lake Hill
El municipio de Lake Hill (en inglés: Lake Hill Township) es un municipio ubicado en el condado de Pennington en el estado estadounidense de Dakota del Sur. En el año 2010 tenía una población de 52 habitantes y una densidad poblacional de 0,57 personas por km².

## Geografía
El municipio de Lake Hill se encuentra ubicado en las coordenadas 44°2′16″N 102°10′13″O / 44.03778, -102.17028. Según la Oficina del Censo de los Estados Unidos, el municipio tiene una superficie total de 91.73 km², de la cual 90,95 km² corresponden a tierra firme y (0,85 %) 0,78 km² es agua.

## Demografía
Según el censo de 2010, había 52 personas residiendo en el municipio de Lake Hill. La densidad de población era de 0,57 hab./km². De los 52 habitantes, el municipio de Lake Hill estaba compuesto por el 88,46 % blancos, el 11,54 % eran afroamericanos. Del total de la población el 0 % eran hispanos o latinos de cualquier raza.